# Roch-Ambroise Cucurron Sicard

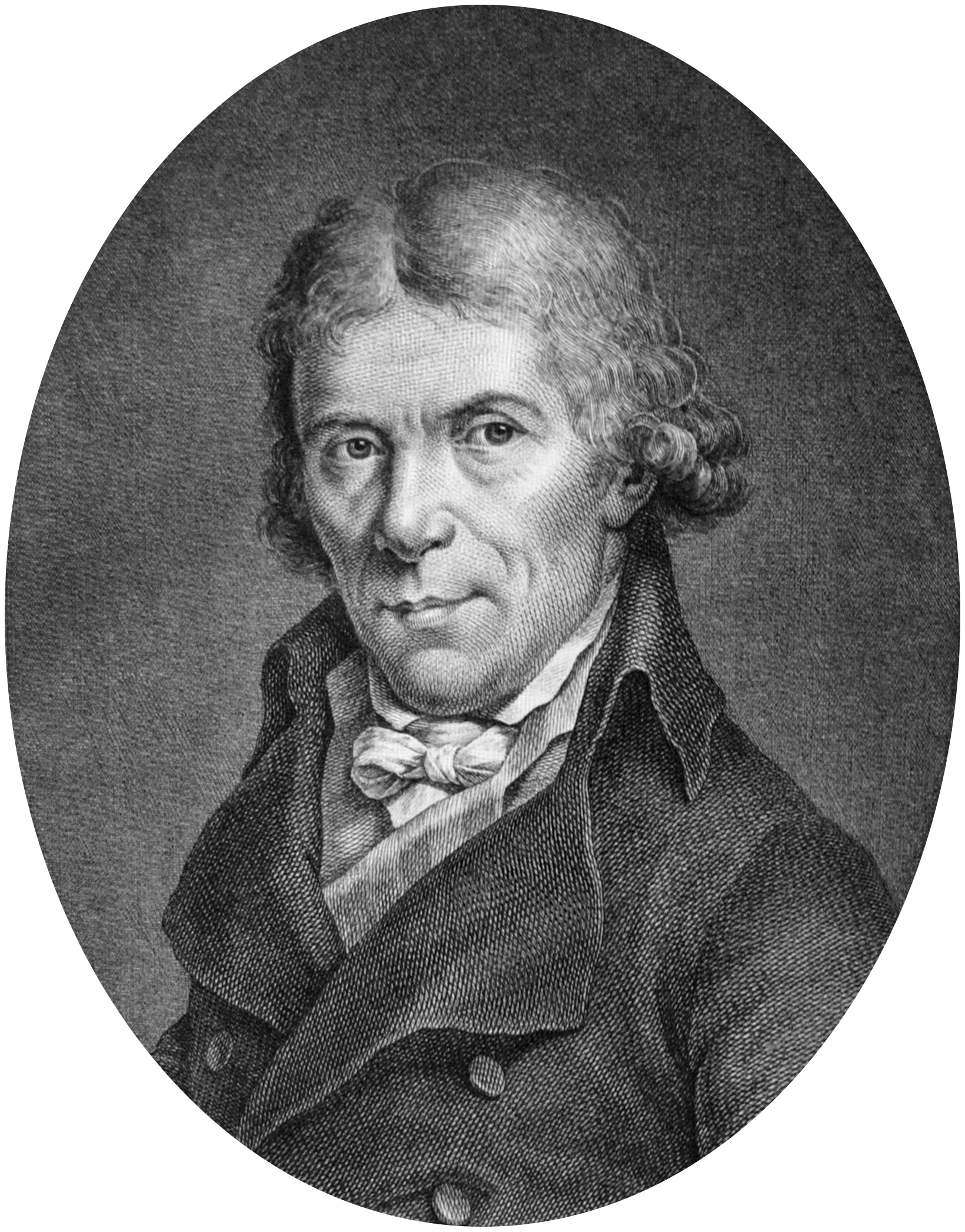
Roch-Ambroise Cucurron Sicard

Roch-Ambroise Cucurron Sicard (* 19. September oder 20. September 1742 in Le Fousseret, Département Haute-Garonne; † 10. Mai 1822 in Paris) war ein französischer Geistlicher und Taubstummen-Lehrer.

## Leben
Er wurde 1786 vom Bischof von Bordeaux zum Direktor der Schule für taube Kinder in Bordeaux ernannt. Nach dem Tod des Abbé de l’Epée fand 1789 ein Wettbewerb statt um die Nachfolge in der Leitung seiner Institution Nationale des Sourds-Muets de Paris, die als erste Schule für Taube weltweit angesehen wird. In dem Wettbewerb stellten die Kandidaten – allesamt Lehrer für taube Kinder an verschiedenen Schulen – jeweils ihren gebildetsten Schüler vor. Da sein Bordeauxer Schüler Jean Massieu als bester aus dieser Begutachtung hervorging, gewann Sicard den Wettbewerb und wurde Leiter der Pariser Schule.
Der als konservativ geltende Abbé Sicard wurde 1792 von den Revolutionären vor den Vollstreckungsrat gestellt, jedoch von Jean Massieu in einer bewegenden Eingabe freigekämpft. Nach diesem Vorfall ging Sicard vorübergehend nach London ins Exil.
1803 wurde er Mitglied der Académie Française, als Nachfolger des Diplomaten François-Joachim de Pierre de Bernis auf dem „3. Sessel“ der Akademie. 1809 wurde er zum korrespondierenden Mitglied der Russischen Akademie der Wissenschaften in Sankt Petersburg gewählt.
Sicard veröffentlichte mehrere Werke und Abhandlungen zum Unterricht tauber Schüler, darunter ab 1808 das 2-bändige Wörterbuch der Gebärdensprache Théorie de signes.
1815 hielt Abbé Sicard durch Vermittlung des französischen Polizeiministers Joseph Fouché öffentliche Vorlesungen in London in Begleitung seiner ehemaligen Schüler und jetzigen Lehrer-Kollegen Jean Massieu und Laurent Clerc. Sicard, Clerc und Massieu begegneten während des Aufenthalts in London dem US-amerikanischen Geistlichen Thomas Hopkins Gallaudet, der nach Methoden zur Unterrichtung tauber Kinder forschte.
Mit dem Verb sicardiser ging sein Name in die französische Sprache ein – die Bedeutung „weitschweifig mit vielen Einzelheiten erklären“ geht darauf zurück, dass er in Paris für seine extrem langen Ausführungen bekannt war.

## Veröffentlichungen
- 1789 Mémoires sur l’art d’instruire les sourds-muets de naissance, 2 Bände
- 1796 Manuel de l’enfance
- 1796 Catéchisme à l’usage des sourds-muets
- 1799 Éléments de grammaire générale appliqués à la langue française, 2 Bände
- 1800 Cours d’instruction d’un sourd-muet de naissance
- 1805 Journée chrétienne d’un sourd-muet
- 1806 Relation historique sur les journées des 2 et 3 septembre 1792
- 1808–1823 Théorie des signes pour l’instruction des sourds-muets, 2 Bände
- 1811 Rapport sur le Génie du Christianisme de Chateaubriand
- 1816 Opinion sur l’ouvrage ayant pour titre: Les Images